# Hainshallig

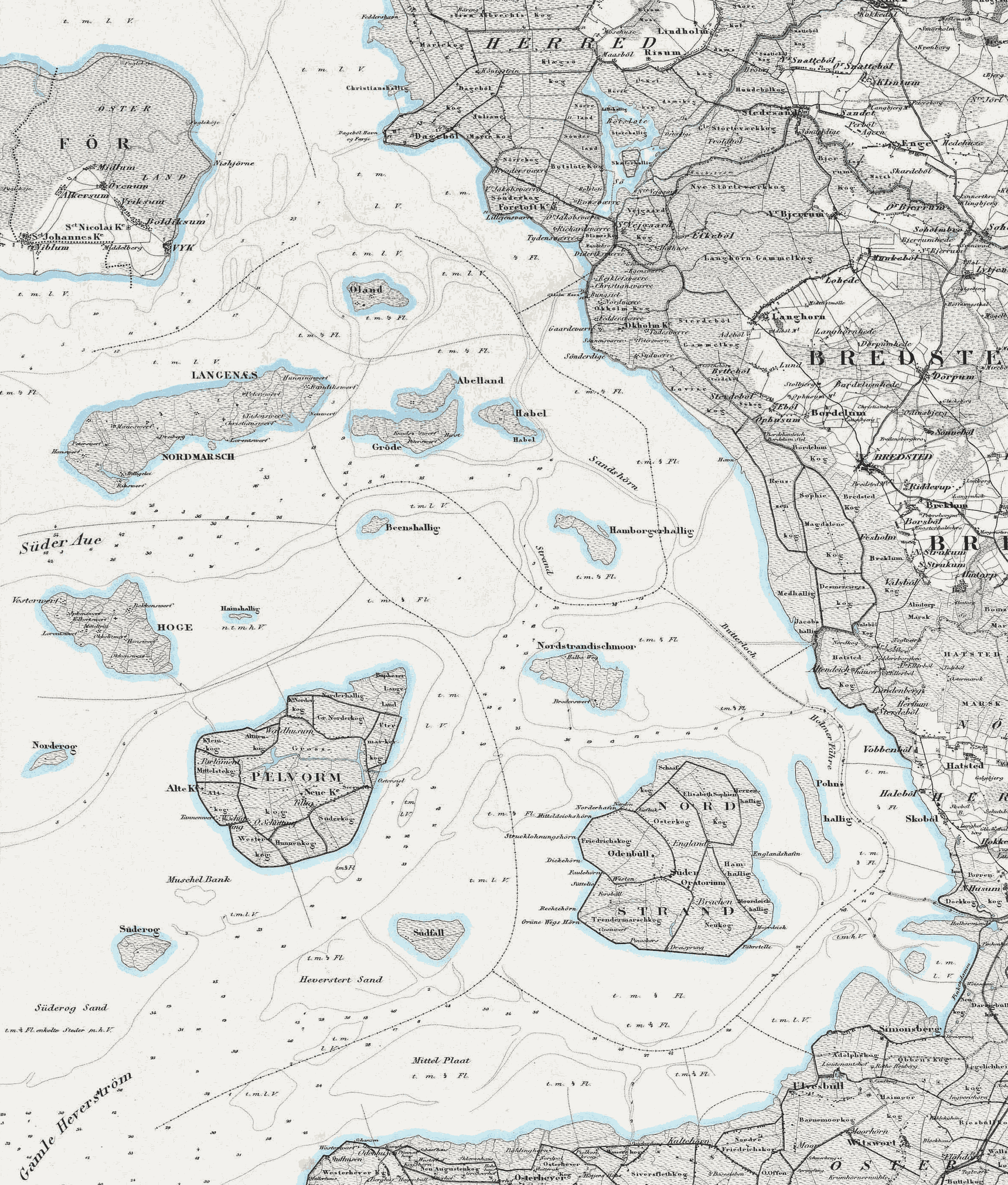
Karte der Halligen von 1858 mit der Hainshallig

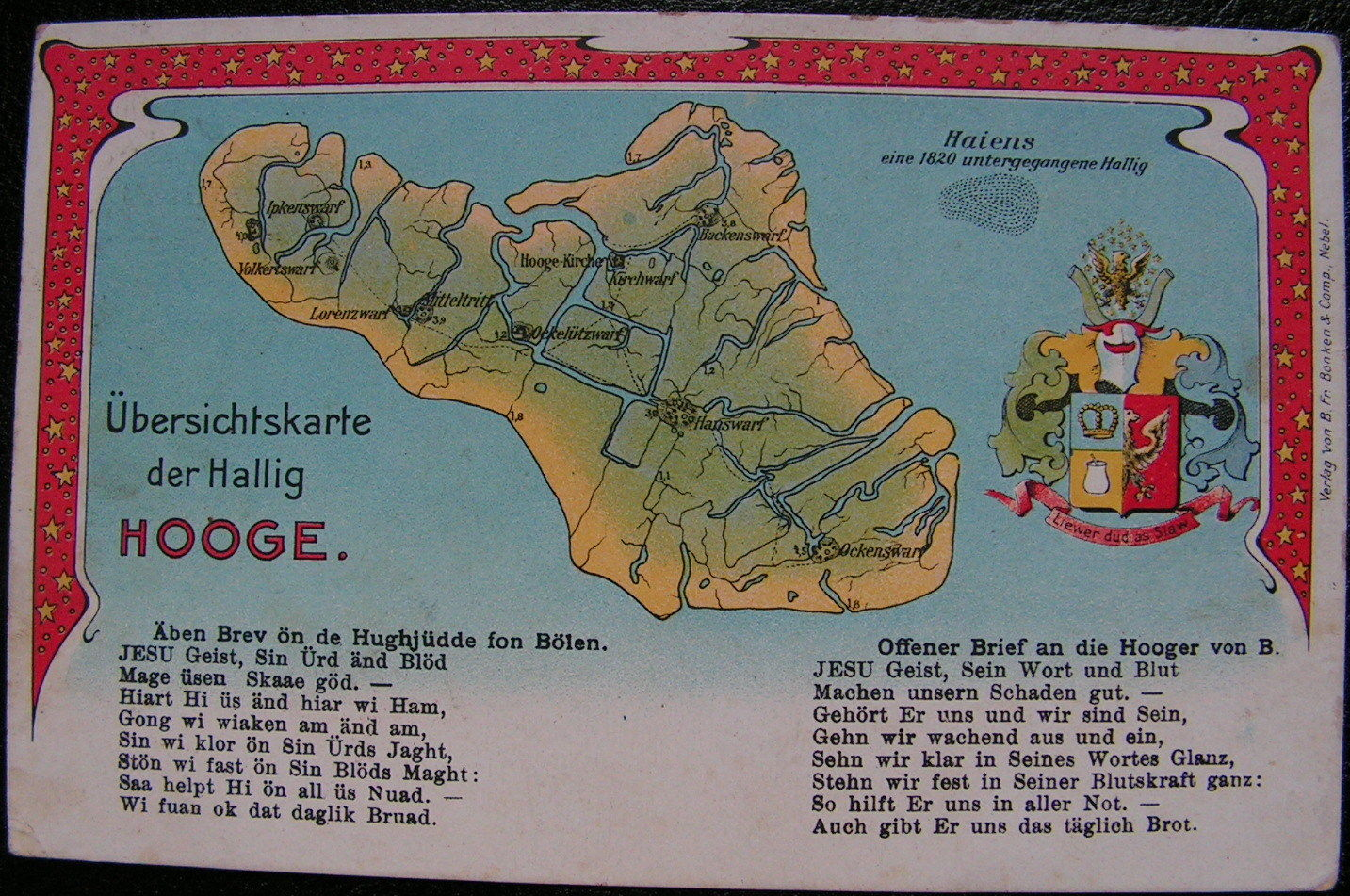
Postkarte von ca. 1915, mit Eintrag oben rechts: Haiens, eine 1820 untergegangene Hallig

Die Hainshallig (auch: Hains Hallig, Heins Hallig oder Hayenshallig) war eine kleine Hallig im nordfriesischen Wattenmeer rund 2500 Meter ostnordöstlich der Hallig Hooge, bis sie um 1860 herum überspült wurde. Zuletzt gehörte sie einem Hooger Einwohner als Erbpacht und wurde zur Gewinnung von Heu genutzt. Vermutlich führte einst ein Deich von Hooge zur Hainshallig.
Seit 1805 geht der damalige Name Oeseligs Hallig in Heins oder Hains Hallig über.